# Achima'ac ben Palti'el
Achima'ac ben Palti'el (hebrejsky אחימעץ בן פלטיאל,‎ 1017 – 1054/1060) byl židovsko-italským historikem a pajtanem, jenž se proslavil zejména díky své kronice Svitek Achima'acův.

## Život a dílo
Achima'ac se narodil roku 1017 v italském městě Capua do starobylé vážené židovské rodiny. Roku 1054 sepsal kroniku Svitek Achima'acův (hebrejsky מגילת אחימעץ, Megilat Achima'ac), někdy nazývanou také Kniha genealogií (hebrejsky ספר היוחסין, Sefer ha-juchasin). Achima'ac ji sepsal v rýmované próze a popisuje v ní dějiny své rodiny i obce od 9. století až do své doby. Styl díla připomíná arabský žánr makáma, který v té době židé často přejímali.